# Nightswimming
«Nightswimming» es una canción y un sencillo del grupo norteamericano R.E.M. publicado en su álbum Automatic for the People en 1992 y como sencillo un año más tarde. También fue incluido en su álbum recopilatorio In Time: The Best of R.E.M. 1988-2003.

## Otras versiones de la canción
- Una versión de la canción aparece en el disco 2 del álbum  A Mark, A Mission, A Brand, A Scar del grupo Dashboard Confessional.

- Otra versión, es la del grupo de rock alternativo británico Gene, aparece en la cara B de su sencillo "Where Are They Now?".

- El grupo Coldplay grabó una versión con Michael Stipe en un CD en directo.

- La canción también posee una versión remix hecha por el DJ británico Kissy Sell Out.

- La canción tiene una versión del grupo de música country Sugarland (SoundStage Specials 2005)

## Lista de canciones
Todas ellas escritas por Bill Berry, Peter Buck, Mike Mills y Michael Stipe.

### 7" Single
1. "Nightswimming" – 4:16
2. "Losing My Religion" (live)[1] – 4:55

### 12" and CD Maxi-Single
1. "Nightswimming" – 4:16
2. "World Leader Pretend" (live) – 5:16
3. "Belong" (live) – 4:40
4. "Low" (live) – 4:59

## Miembros
- Bill Berry
- Peter Buck
- Mike Mills
- Michael Stipe